# Barraca vora del camí de terme Amposta-Masdenverge
La Barraca vora del camí de terme Amposta-Masdenverge és una obra d'Amposta (Montsià) inclosa a l'Inventari del Patrimoni Arquitectònic de Catalunya.

## Descripció
Es tracta d'una barraca de pedra en sec, amb forma circular, que s'aixeca formant una falsa cúpula, i que té una porta central mig enrunada. A la part posterior hi ha una mena de talús fet, també, amb pedra en sec. Té uns 3m de diàmetre i es conserva una alçada de, també, 3m.

## Història
La barraca és típica de la zona, però aquesta té unes mides més grans de les habituals. La construcció segurament es podria datar dins l'època en què es desermaren aquestes terres